# دنيس كوك
دنيس كوك (بالإنجليزية: Dennis Cook)‏ هو لاعب كرة قاعدة أمريكي، ولد في 4 أكتوبر 1962 في لا ماركيو في الولايات المتحدة.

## وصلات خارجية
- دنيس كوك على موقع دوري كرة القاعدة الرئيسي (الإنجليزية)
- دنيس كوك على موقعبيزبول رفرنس.كوم (الدوري الرئيسي) (الإنجليزية)
- دنيس كوك على موقعبيزبول رفرنس.كوم (الدوري الثانوي) (الإنجليزية)
- دنيس كوك على موقع إي إس بي إن.كوم (أم.أل.بي) (الإنجليزية)
- دنيس كوك على موقع مشجعي الرسوم البيانية (الإنجليزية)